# Marcus Wandt
Marcus Wandt (Mora, 22 september 1980) is een Zweedse ingenieur en testpiloot die deel uitmaakt van het Europees astronautenkorps.

## Biografie
In 1999 voltooide Wandt zijn middelbare schoolopleiding aan het Sundsta-Älvk Ullen gymnasium en sloot zich vervolgens aan bij het Zweedse leger waar hij diende bij de luchtlandingstroepen. In 2000 begon hij een studie aan de Technische Universiteit Chalmers in Göteborg die hij in 2007 afrondde met een masterdiploma in de elektrotechniek.
Wandt ging in 2003 naar de Karlberg Militaire Academie in Stockholm, Zweden, waar hij in 2005 afstudeerde als officier. Vanaf 2004 volgde hij een opleiding tot piloot bij de Zweedse luchtmacht die hij in 2005 voltooide, gevolgd door de basisopleiding voor gevechtsvliegtuigen in 2006. Van 2013 tot 2014 bezocht Wandt de US Navy Test Pilot School op het Naval Air Station Patuxent River waar hij als afstudeerde als testpiloot.

## Carrière
Tussen 2004 en 2014 was Wandt actief als gevechtspiloot bij de Zweedse luchtmacht. In 2006 richtte hij Intuitech AB op, een bedrijf wat zich met name richt op de tactische training van jachtpiloten. Vanaf 2014 was hij experimenteel testpiloot bij Saab in Linköping, Zweden en tussen 2018 en 2019 plaatsvervangend hoofdtestpiloot. Vanaf 2020 was Wandt hoofdtestpiloot en hoofd vluchtoperaties bij Saab.

## Missie
In november 2022 werd Wandt geselecteerd als reserve astronaut van het Europees astronautenkorps en trad op 1 juni 2023 als ESA-projectastronaut toe tot het korps voor de duur van zijn missietaken tijdens een commerciële ruimtevlucht met Axiom Space naar het internationale ruimtestation (ISS). Wandt zal als missiespecialist als onderdeel van Axiom Mission 3 veertien dagen aan boord van het ruimtestation verblijven.

### Muninn
Het ESA-deel van de Axiom 3 missie draagt de naam Muninn en ontleent zijn naam aan de Noordse mythologie en de twee ravenhandlangers van de god Odin: Huginn en Muninn. Samen symboliseren de twee de menselijke geest. Het Huginn deel van de missie wordt uitgevoerd door ESA-astronaut Andreas Mogensen als onderdeel van SpaceX Crew-7.